# Grade School Confidential
«Grade School Confidential» (рус. Степень школьной конфиденциальности) — девятнадцатый эпизод восьмого сезона мультсериала «Симпсоны». Впервые вышел в эфир 6 апреля 1997 года.

## Сюжет
Мартин Принс приглашает всех на свой день рождения. Поначалу Барт и Милхаус не хотят туда идти, но поскольку делать все равно нечего, друзья присоединяются к вечеринке. Туда же приходит Эдна Крабаппл. Ей скучно на празднике, ведь общих интересов у неё с детьми нет. Но тут на вечеринку приходит директор Скиннер. Он устал от наблюдений своей матери и хочет где-то уединиться. Эдна замечает маленький домик для чаепитий и предлагает спрятаться там. Тем временем всех детей забирают в больницу из-за просроченных устриц (кроме Барта, который воздержался от их поедания). А Эдна и Скиннер тем временем влюбляются в друг друга и страстно целуются… на глазах у шокированного Барта.
Барт хочет рассказать обо всем друзьям, но влюбленная пара просит его не рассказывать о том, что директор встречается с учительницей, ведь тогда у них будут неприятности, а в качестве сделки они переклеивают местами личные дела Милхауса и Барта (которое очень большое и может негативно повлиять на будущее мальчика). Барт согласен. А роман-то продолжается: Эдна и Сеймур занимаются сексом в квартире Эдны. Это заметно улучшает настроение обоим: Скиннер общается с учениками на их манер, а Крабаппл отменяет все обычные занятия. Следующее свидание — в кинотеатре. Там Эдну и Скиннера застает Суперинтендант Чалмерс и если бы не Барт, им бы не отвертеться. Барт должен вечно посылать открытки влюбленным. Доходит до того, что Барт вынужден сказать «Я люблю вас, Эдна!» от имени Сеймура, из-за чего даже Мартин начинает насмехаться над мальчиком. Вконец разозлившийся Барт не выдерживает и собирает всю школу у кладовки. Глазам шокированных детей и учителей предстает страшная картина: Эдна и Скиннер занимаются сексом!
Эта новость облетает по городу (даже глупость Ральфа усилило преувеличивание новости, раз он сказал что "детишек делают"). Шеф Виггам звонит Чалмерсу, а тот, в свою очередь, ставит Скиннера перед выбором: либо их роман окончен, либо они оба уволены. Скиннер выбирает Эдну и они готовятся к выселению. Но Барт, чувствуя себя виноватым перед Эдной и Сеймуром, предлагает им забаррикадироваться в школе и не соглашаться выйти, пока им не вернут работу и не признают свою любовь. Но Барту вовсе не нравится осада в виде скучной музыки и прожекторов, Эдне и Сеймуру это только нравится. В конце концов Скиннер признается всем, что он — девственник (44-летний девственник). Толпа понимает, что никто не признался бы в этом специально, и расходится.
Радостные Эдна и Сеймур говорят Барту, что они расстались, чтобы не подогревать интерес публики. Но на самом деле они лишь соврали Барту, чтобы никто не знал, что они — всё еще пара. Они направляются в ту же кладовку и продолжают проводить время с любимым человеком…